# Vplivi ruske invazije v Ukrajino na jedrske elektrarne
Ukrajina ima štiri jedrske elektrarne ter tudi černobilsko izključitveno območje, kjer se je leta 1986 zgodila černobilska katastrofa. Od 11. marca so se tako v okolici Černobila kot v okolici jedrski elektrarni Zaporožje dogajali spopadi kot del ruske invazije v Ukrajino leta 2022 . Invazija je sprožila pomembne razprave o statusu elektrarn, vključno s strahovi pred morebitnimi nesrečami, in sprožila razprave o programih jedrske energije v drugih evropskih državah.

## Bitke
Bitka za Černobil se je zgodila 24. februarja na prvi dan invazije kot del kijevske ofenzive. Ruske sile so še isti dan zavzele izključitveno območje.
Obleganje Energodarja se je začelo 28. februarja, ko so ruske sile napredovale med južno-ukrajinsko ofenzivo. Ruski napad na jedrsko elektrarno Zaporožje se je začel 3. marca in naslednji dan so Rusi zavzel elektrarno. IAEA je 6. marca izdala izjavo, v kateri je izrazila zaskrbljenost zaradi morebitnega ruskega vojaškega vmešavanja v delovanje elektrarne in zaradi prekinitev mobilnih in internetnih omrežij, ki jih je elektrarna uporabljala za komunikacijo.

## Varnostni pomisleki
Od zasedbe Černobila in elektrarne v Zaporožju sta IAEA in ukrajinska vlada izpostavili številne varnostne pomisleke, vključno s pomanjkanjem ustreznega počitka osebju in pomanjkanjem rednih vzdrževalnih del. Lekarne v več evropskih državah so poročale o prodaji jodnih tablet v prvih dveh tednih po invaziji. Več evropskih organov za jedrsko varnost pa je do zdaj ugotovilo, da ni neposredne nevarnosti velike radioaktivne nesreče.
Francoski predsednik Emmanuel Macron je 6. marca opravil klic z ruskim predsednikom Vladimirjem Putinom, v katerem je Putina pozval, naj "zagotovi varnost teh elektrarn in da te niso del konflikta". Po klicu je Kremelj izdal izjavo, v kateri je dejal, da je pripravljen sodelovati v pogajanjih z IAEA in ukrajinsko vlado o zagotavljanju varnosti elektrarn.

## Razprave o jedrski energiji v Evropi
Invazija v Ukrajino je sprožila številne razgrete razprave o prihodnosti jedrske energije v Evropi, pri čemer so številni komentatorji zagovarjali povečanje proizvodnje jedrske energije in s tem zmanjšanje uvoza in s tem odvisnosti od ruskega plina.
Zlasti v Nemčiji so potekale razprave o postopnem opuščanju jedrske energije, ki poteka že od leta 2011, ter zaprtju še preostalih treh. Nemški minister za gospodarstvo je 28. februarja izjavil, da bo nemška vlada razmislila o ustavitvi postopnega opuščanja preostalih jedrskih elektrarn v državi.  Nemčija je 9. marca izdala izjavo, v kateri zavrača pozive k prekinitvi postopnega opuščanja jedrske energije. V Belgiji so bile tudi razprave o podaljšanju življenjske dobe svojih obstoječih jedrskih elektrarn.
George Monbiot je za The Guardian zapisal, da Evropa "skupaj prejme 41 % svojega uvoza plina in 27 % uvoza nafte iz Rusije," pri čemer je trdil, da se je Evropa "zmanjšala na hrepenečo odvisnost od despotske ruske vlade zaradi nesposobnosti zmanjšanja odvisnosti od fosilnih goriv".
Nekateri komentatorji so izpostavili tudi vprašanja ruskega izvoza tehnologije jedrske energije. Na Finskem je bil projekt jedrske elektrarne Hanhikivi zaradi invazije odpovedan. Hartmut Winkler z Univerze v Johannesburgu je izjavil, da se je ruska državna korporacija za jedrsko energijo Rosatom zaradi invazije soočila z veliko izgubo mednarodnega poslovanja in navedel, da je "doba ruskih tujih jedrskih gradenj zato verjetno blizu konca".